# Informel

Antoni Tàpies, Les quatre cròniques (1990)

Informel lub art informel (fr. art informel – sztuka bezkształtna) – termin z zakresu historii sztuki, odnoszący się do europejskiego malarstwa lat 50. XX w., równoległego wobec amerykańskiego abstrakcyjnego ekspresjonizmu i charakteryzującego się dążeniem do swobodnej ekspresji poprzez stosowanie barwnych plam, linii itp., nie poddanych rygorom kompozycyjnym, które mogłyby ograniczyć dramatyzm dzieła sztuki. Do odmian informelu należą: taszyzm, malarstwo kaligraficzne, malarstwo materii i action painting.
Przedstawicielami informelu są m.in. Wols, Hans Hartung, Jean Fautrier, Jean Dubuffet, Henri Michaux, Antoni Tàpies i Alfred Manessier, w Polsce Rajmund Ziemski.
Po raz pierwszy terminem informel posłużył się Georges Mathieu w 1945 roku, jednak określenie spopularyzowało się w 1951 za sprawą krytyka Michaela Tapie i wystawy zorganizowanej przez niego pod taką nazwą.
Termin bywa czasem stosowany zamiennie z terminem taszyzm.